# Quartier Royal
Le quartier Royal ou quartier de la Cour (en néerlandais : Koninklijke Wijk ou Koningswijk) est un quartier historique de Bruxelles situé entre le parc de Bruxelles, la place Royale, le Mont des Arts et le Sablon.

## Les débuts
Si la fondation de Bruxelles est communément fixée vers 977 sur l’île Saint-Géry (d'après la tradition à l'emplacement des actuelles halles Saint-Géry), le quartier qui nous intéresse en constitue également un des lieux fondateurs. Le site du Coudenberg, déjà occupé au XIIe siècle, est relié au centre de la cité par la Steenweg (rue Marché aux Herbes, rue de la Madeleine et ancienne rue Montagne de la Cour), probablement la première rue pavée de Bruxelles.

## XIIIesiècle
C’est toutefois au XIIIe siècle, au moment où le duc quitte l’île Saint-Géry pour s’installer sur le Coudenberg, que se développe le quartier qui est alors inclus dans les premières fortifications de la ville. Depuis cette époque, l’histoire architecturale et sociale du site évoluera en étroite relation à celle de la résidence princière. Dès cette époque, de nombreux travaux (assèchements, irrigation...) s’efforceront à rendre le site plus commode à de nouvelles installations. Les commerçants s’approprient le Coudenberg, mais la présence du duc de Brabant sur les lieux incite également la noblesse féodale à y remplacer les Juifs, après leur persécution de 1370.

## XVesiècle
Au XVe siècle, sous l’influence de l’opulente cour des ducs de Bourgogne, les constructions et embellissements se multiplient. La ville de Bruxelles, à qui profite la présence de cette nouvelle cour, stimule l’entourage du duc (fonctionnariat et grande noblesse) à résider dans ses murs en lui allouant des subsides. Il s’agit de familles dont les noms nous sont encore familiers tel que les Croÿ. Ceux-ci remplaceront la vieille noblesse brabançonne au pied du palais ducal. L'exemple des Clèves-Ravenstein est récurrent. Si en 1450 ils y acquièrent déjà un immeuble, en 1486, Philippe de Clèves reçoit encore 4000 florins du Rhin pour l’achat du vieux manoir de la famille des Meldert. Il y fait bâtir aussitôt une nouvelle résidence dans le goût de l’époque.

## XVIesiècle
C’est cependant au XVIe siècle que Bruxelles triomphe comme centre administratif, politique et mondain des Pays-Bas. Cela se marque sur le quartier qui se densifie davantage : entre le palais et l’hôtel Ravenstein, Antoine de Lalaing crée la cour dite d’Hoogstraeten ; l’évêque Antoine de Granvelle se fait édifier, à l’emplacement de l'actuelle Galerie Ravenstein, un magnifique palais à la romaine (Renaissance) ; et c’est surtout à cette époque que les Orange-Nassau se font édifier leur superbe résidence, la seule pouvant rivaliser en taille avec la cour ducale.
Avec la guerre de religion, et surtout la courte administration des calvinistes de 1579 à 1585, la conjoncture change subitement : le quartier de la Cour est lourdement saccagé et des hôtels sont abandonnés. Cette période marquera le début de son déclin.

## XVIIesiècle
La trêve des douze ans (1609-1621) lui apportera néanmoins une nouvelle mais courte période de faste. Les nouveaux embellissements apportés au palais par les archiducs Albert et Isabelle, ainsi que le percement de la rue Isabelle, stimule à nouveau la rénovation et la construction, notamment à l’emplacement de l’actuel palais des beaux-arts de Bruxelles (tel que l’hôtel des Montfort ou celui que se fait bâtir le peintre David Teniers le Jeune sur les anciennes écuries des Ravenstein). Le pied du Coudenberg avait cependant perdu son pouvoir d’attraction au profit du Sablon.

## XVIIIesiècle
Pourtant c’est l’incendie du palais de Bruxelles, en 1731 sous le régime autrichien, qui lui portera véritablement le coup de grâce. Dans un premier temps la cour déménage vers le vieil hôtel de Nassau. Celui-ci est complètement remodelé et modernisé vers 1760 pour le gouverneur Charles-Alexandre de Lorraine. Sur le Coudenberg, les anciennes grandes résidences privées sont détournées de leur fonction première (bibliothèque, administration du Lotto, Conseil privé,…) et tout comme le palais du gouverneur, la majorité d’entre elles sont remaniées dans le goût classique. À l’emplacement de l’ancien palais, la nouvelle cour projette la construction d’un ensemble monumental d’inspiration classique : la place Royale, centrée autour de la statue de Charles-Alexandre de Lorraine, et ensuite le complexe du parc de Bruxelles dédié à l’impératrice Marie-Thérèse d'Autriche. Ces projets de prestige, largement imprégnés de l’esthétique classique française, imposent un nivèlement de l’ancien domaine palatial. Historiquement, le quartier de la cour avait toujours été séparé du reste de la ville. En extrapolant une formule française du XVIIe siècle, on peut dire que l’ancien palais de Bruxelles se développait selon un schéma entre cour et jardin. D’un côté il s’ouvrait vers la ville via un espace d’apparat, la place des Bailles, et de l’autre côté il développait un vaste parc réservé à la cour et cloisonné entre les deux enceintes de la ville (première enceinte du XIIIe et seconde du XIVe siècle).
Si, d’une part, le nouveau quartier projeté est davantage intégré à la trame urbaine avoisinante (surtout le quartier du parc avec les rues Ducale, Royale, Montagne du Parc et la place de Louvain), les considérables travaux de remblayage annoncent cependant les futurs problèmes de liaison entre le haut et le bas de la ville. La rue Isabelle, la seule qui accédait en pente douce depuis le bas de la ville vers le palais du Coudenberg, est condamnée au profit de l’ordonnance stricte de la nouvelle place Royale. Suivant le même esprit, certains anciens prestigieux immeubles, demeurés en relativement bon état et construits à flanc de colline (l’ancienne chapelle palatine, la résidence d’Hoogstraeten), sont réquisitionnés et relégués à servir de socle à l’ambitieux projet. À l’ouest du parc, la muraille du XIIIe siècle est utilisée comme mur d’appui aux terrassements de la nouvelle rue Royale et introduit donc une brusque différence de niveau entre le nouveau quartier du parc et les anciens quartiers en contrebas. En définitive il n’est pas difficile de deviner à quel point la haute société de l’époque se désintéresse des anciens quartiers aristocratiques du Coudenberg.

## Révolution
L’arrivée des révolutionnaires français ne fait que stimuler l’abandon de la Montagne de la Cour. Divers immeubles sont déclarés biens nationaux et vendus aux enchères publiques.

## XIXesiècle
Durant le XIXe siècle, les vastes locaux des anciennes résidences aristocratiques accueilleront diverses institutions publiques ou privées avant la tragique démolition que l’histoire leur réserve. Ainsi l’ancien palais de Charles-Alexandre de Lorraine, dès 1797, est converti en École centrale du département de la Dyle. On peut citer aussi le cas de l’ancien palais Granvelle qui accueille en 1842 l’Université libre de Bruxelles, ou celui de l’institut installé en 1849 par les frères Dupuich dans la partie de l’ancienne cour de Ravenstein appelée la Synagogue ou Hôtel Dupuich, ou encore le cas de l’ancienne maison du peintre David Teniers[Lequel ?] transformée en école catholique Saint-Jacques. Seules quelques demeures conservent un statut d’hôtel particulier telle que la résidence principale de l’ancienne cour de Clèves-Ravenstein. Les Neuforges, propriétaires des lieux depuis 1780, le resteront jusqu'à l’expropriation de l’immeuble en 1894. Si, à cette époque, le quartier du Coudenberg est relativement déclassé et bouleversé par endroits, les interventions n’ont eu que peu de prises sur sa structure ancienne. Celle-ci reste cohérente et conserve un patrimoine historique et archéologique extrêmement riche.

## Vers unMont des Arts
Le cas de l’ancien palais de Charles-Alexandre de Lorraine mérite que l’on s’y arrête puisque sa nouvelle vocation de « palais entrepôt » ou « palais fourre-tout » engendrera malgré lui en partie les transformations du quartier au cours des XIXe et XXe siècles et la création du Mont des Arts.
L’École centrale du département de la Dyle qu’il héberge dès 1797 y dispose d’un musée de peinture et d’une bibliothèque publique.
Ce musée de peinture, précurseur des actuels Musées royaux des Beaux-Arts de Belgique, est l’un des quinze musées départementaux créés par ordre de Napoléon Ier aux quatre coins de la France (dont la Belgique faisait partie alors), dans le cadre d’une décentralisation du Louvre. L’origine de la collection remonte à la fin du XVIIIe siècle et elle se verra sans cesse enrichie. En 1834, la cession de la collection d’art contemporain du Ministère de l’Intérieur est à l’origine de la création du musée moderne.
La bibliothèque, quant à elle, est principalement constituée de l’ancienne Bibliothèque royale instituée au Coudenberg par le roi Philippe II d'Espagne en 1559. Tout comme le musée de peinture, les collections se verront sans cesse enrichies de legs et de rachats divers. C’est notamment lors de l’important rachat en 1837 par l’État belge de la célèbre collection du bibliophile Charles Van Hulthem qu’est créée la Bibliothèque royale de Belgique.
À la suite d'un incendie, les espaces intérieurs du palais seront restructurés vers 1827, notamment par l’ajout de verrières par l’architecte de la ville Nicolas Roget. Par la même occasion, le palais est prolongé, selon les plans du même architecte, de deux nouvelles ailes identiques à la façade du palais de Charles-Alexandre de Lorraine. L’objectif de ces agrandissements est d’y loger une institution créée par le gouvernement hollandais et consacrée aux arts et métiers : le palais de l’Industrie nationale.
Dès le début du XIXe siècle, plusieurs institutions et collections viendront sans cesse s’incruster de manière relativement temporaire ou non au sein de l’ancien palais Nassau-Lorraine et ensuite également au sein du palais de l’Industrie (l’Académie royale des sciences, des lettres et des beaux-arts de Belgique, un Musée des sciences et des lettres, le Musée d'histoire naturelle, etc.), si bien que l’édifice en fut plein à craquer et que toutes ces institutions souffraient d’un manque de place chronique. La situation des diverses institutions commence à se clarifier lorsqu’en en 1841 la ville, propriétaire des lieux depuis 1811, transfère les bâtiments ainsi que les collections qu’il renferme à l’État. Certaines institutions « parasites », telle que la récente Université libre de Bruxelles, se devront alors de quitter les lieux. Ce n’est que petit à petit que d’autres institutions déménageront vers d’autres adresses plus commodes. Ainsi, le Musée des Armes, Armures et Antiquités sera transféré en 1847 vers la porte de Hal, l’Académie royale des sciences, des lettres et des beaux-arts de Belgique emménage en 1876 dans l’ancien palais du prince d’Orange, le Musée d’Histoire naturelle est transféré en 1889 vers le parc Léopold et l’Institut international de Bibliographie, résidant depuis 1885 au sein du palais, est le dernier à quitter les lieux en 1920.
Seules restent finalement les institutions présentes encore actuellement sur le site, à savoir la Bibliothèque royale de Belgique, le musée royal de peinture et de sculpture et les Archives générales du Royaume, qui y rejoint les deux autres institutions en 1923.

## Monuments
- Le Palais royal de Bruxelles
- Le Palais de la Nation
- La Place Royale
- Le Parc de Bruxelles
- Le Théâtre royal du Parc
- Le palais des Académies
- Le Musée des instruments de musique
- Le musée d’Art ancien
- Le musée d’Art moderne
- Le Mont des Arts
- La Bibliothèque royale de Belgique
- Le palais de Charles-Alexandre de Lorraine
- Le palais des Congrès
- Le palais de la Dynastie
- Le palais des beaux-arts
- Le musée du cinéma
- L'hôtel Ravenstein
- L'hôtel Bellevue
- L'hôtel Errera
- L'hôtel de Ligne
- Aula Magna (Bruxelles) de l'ancien Palais du Coudenberg

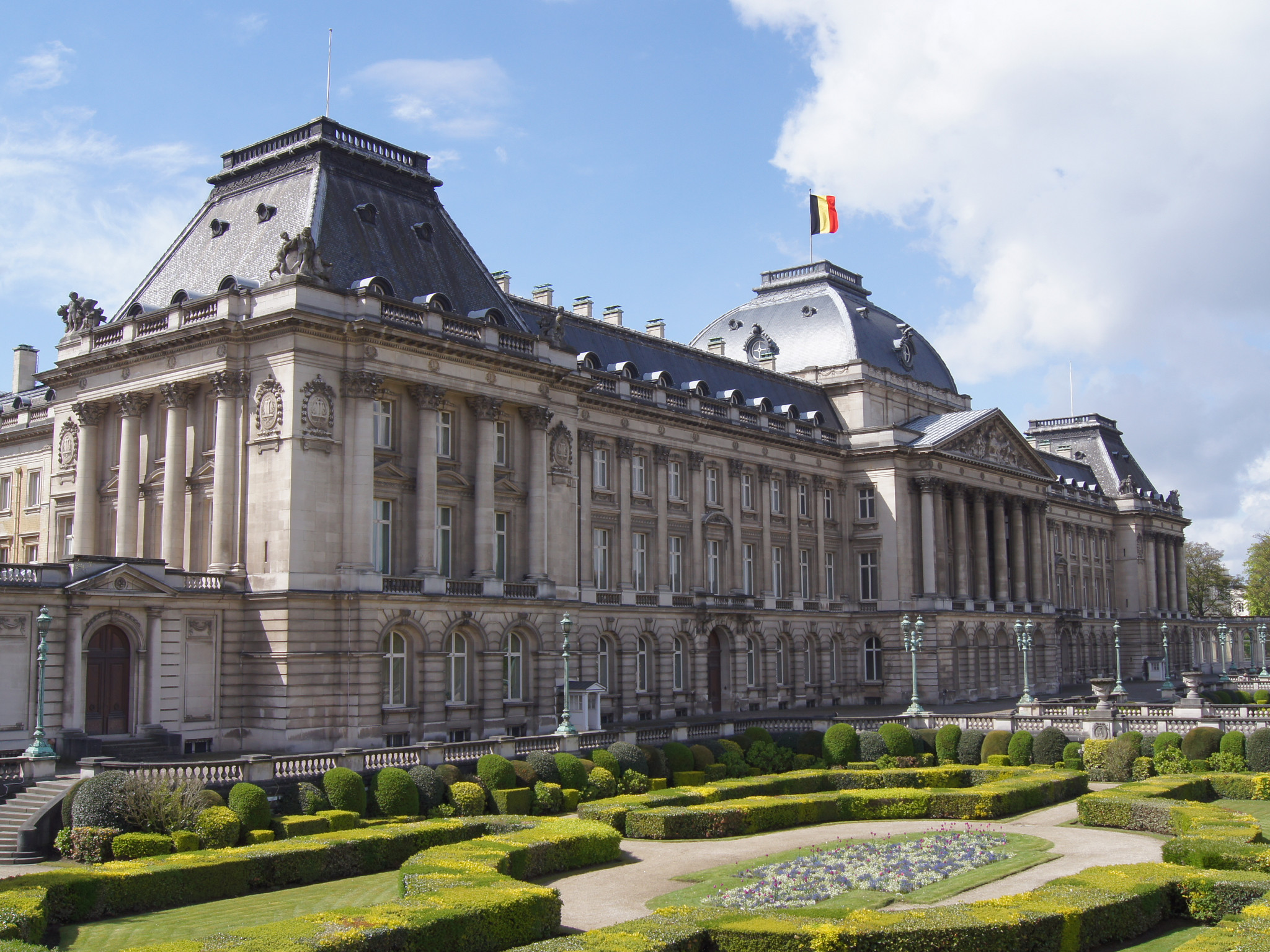
Palais royal.
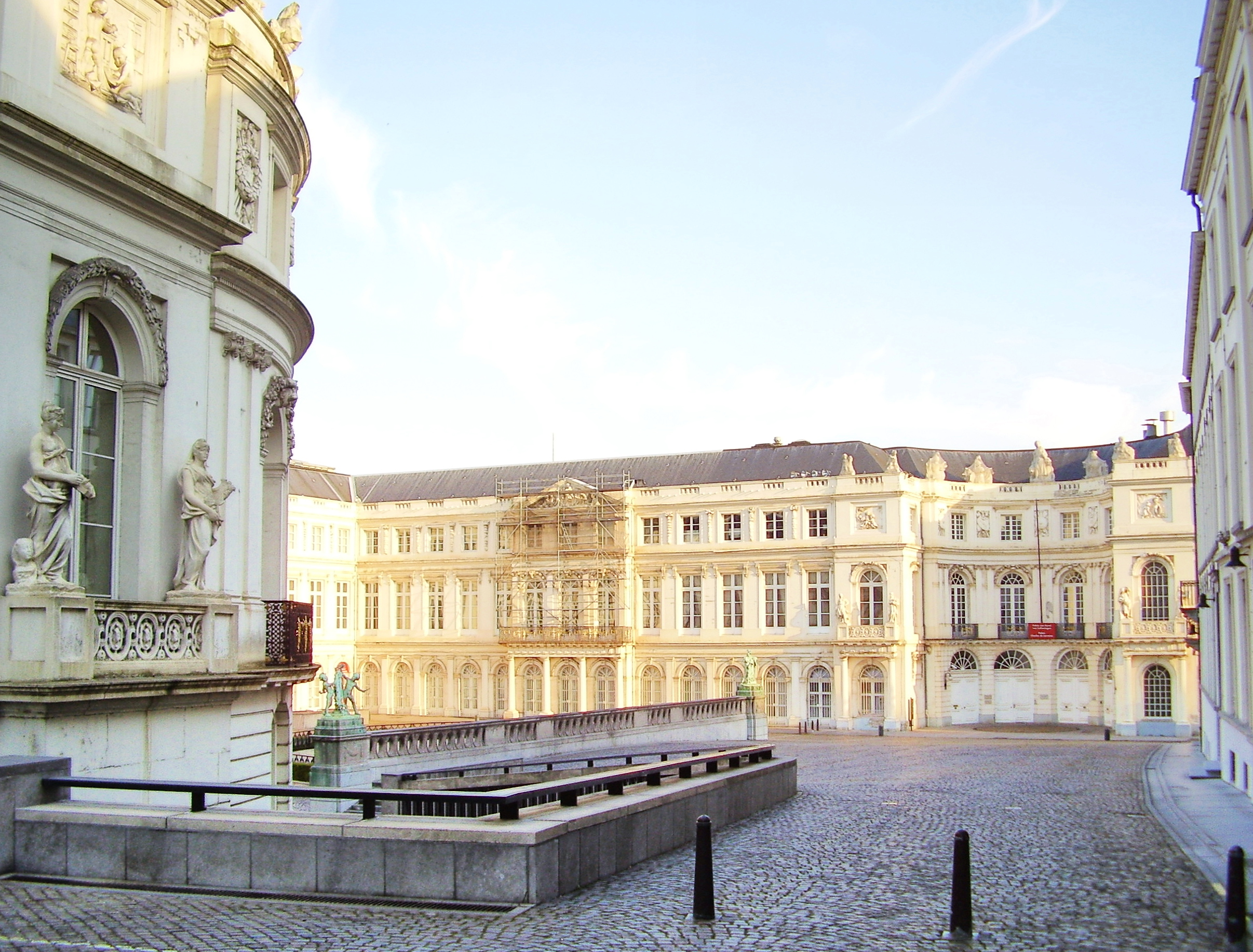
Place du Musée.
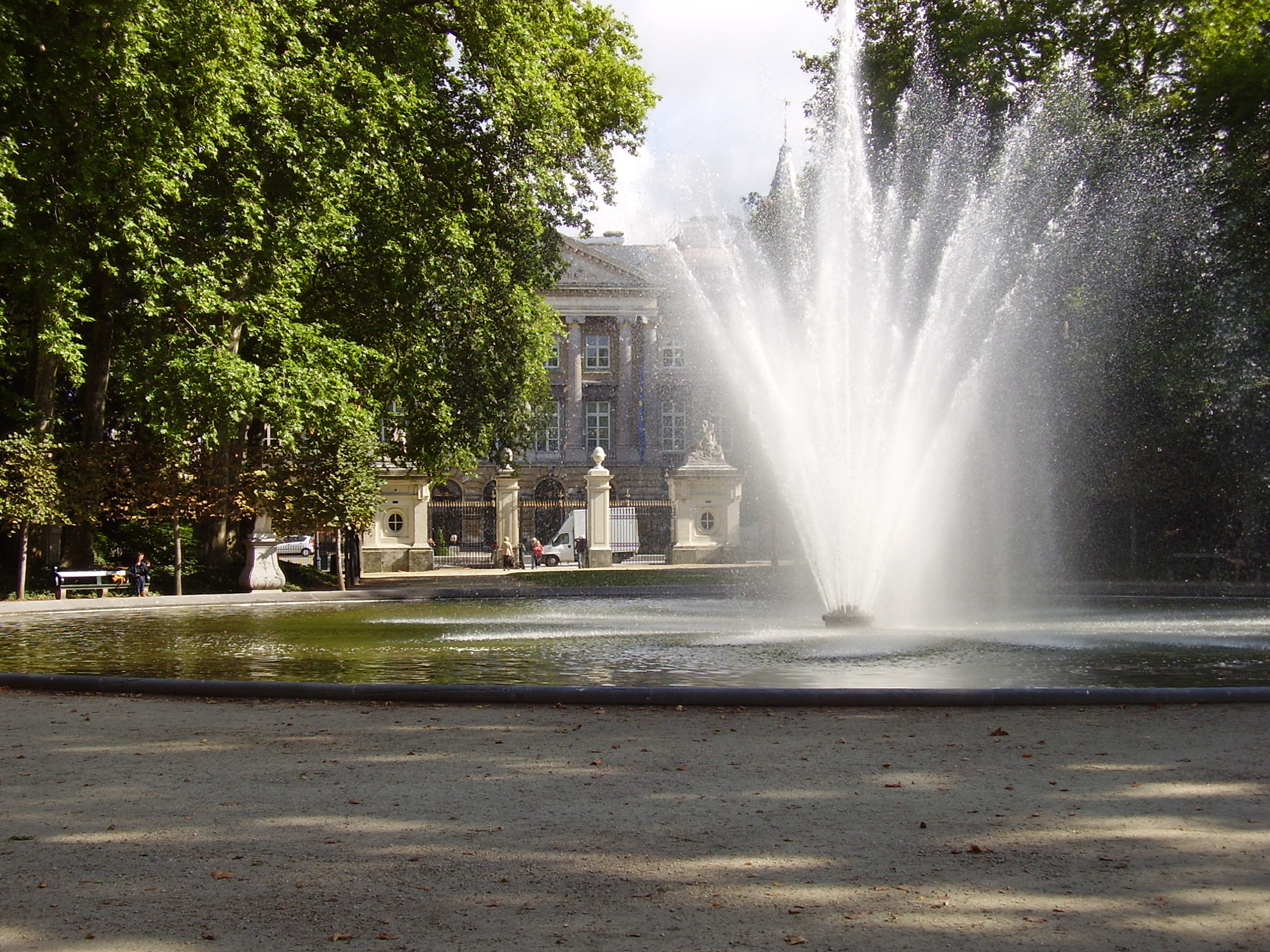
Parc de Bruxelles.
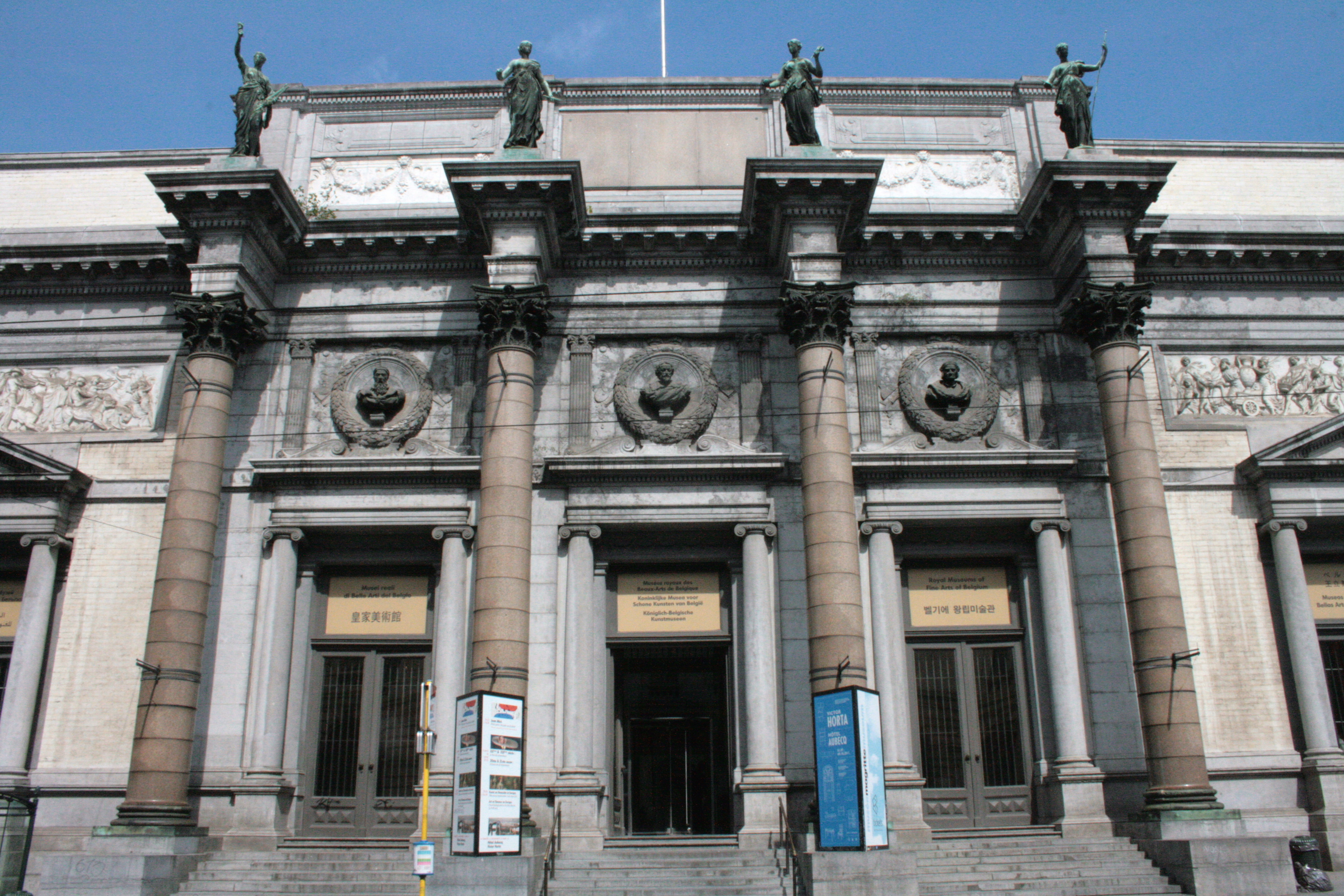
Musées royaux des Beaux-Arts de Belgique.
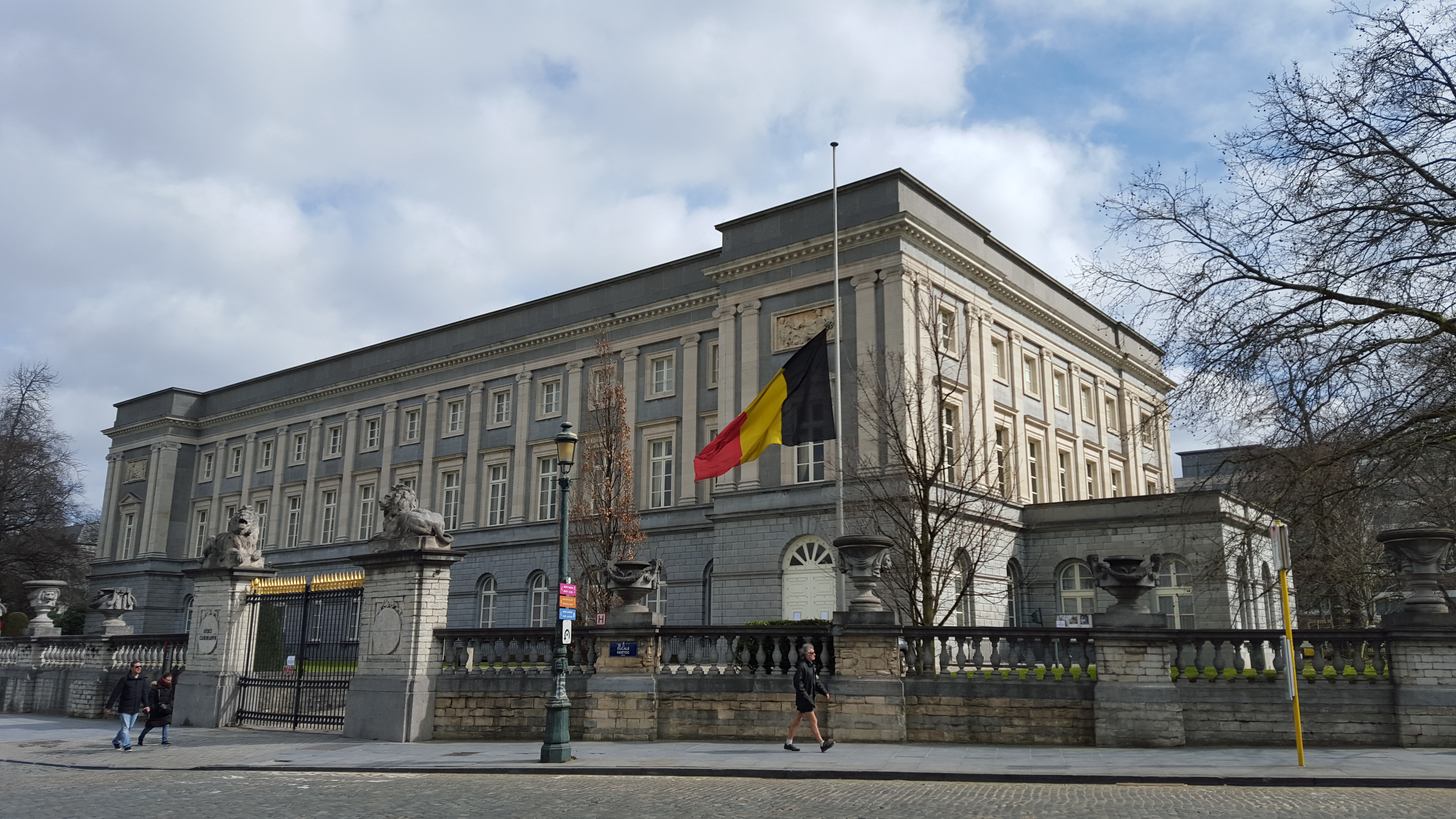
Palais des Académies.

## Note
1. ↑  Voir l'article concernant le palais de Charles-Alexandre de Lorraine